# I Am Not a Doctor
I Am Not a Doctor è il secondo album discografico in studio del duo musicale Moloko, pubblicato nel 1998.

## Tracce
1. The Flipside – 4:10
2. Knee Deepen – 5:30
3. Blink – 4:23
4. Stylophone Pet – 1:09
5. Downsized – 4:12
6. Sorry – 1:33
7. Sing It Back – 4:23
8. Pretty Bridges – 5:36
9. Be Like You – 4:44
10. Caught in a Whisper – 4:35
11. Dr. Zee – 5:37
12. The ID – 6:02
13. Tatty Narja – 0:35
14. Over My Head – 5:09
15. Should've Been Could've Been – 5:36

Australia bonus tracks
1. The Flipside (Pigs in Space Remix) – 8:03

Giappone bonus tracks
1. Uncle – 2:07
2. Sing It Back (DJ Tommy 'Timmy' Mix) – 5:28

## Singoli estratti
- The Flipside
- Sing It Back (#4 UK, #1 US Hot Dance Club Play)
- Knee Deepen (solo promo)